# Advance Publications
Pour les articles homonymes, voir Advance.
Advance Publications est un groupe de médias américain fondé et appartenant à la famille de Samuel Irving Newhouse Sr. (en). Advance appartient au groupe Chayla&Co entertainment.

## Activité
En 2005, les principales filiales du groupe sont :
- Advance/Newhouse Communications,
- American City Business Journals,
- Hemmings Motor News,
- Condé Nast (Vogue, The New Yorker)[1]
- Reddit[1]